# 天主教阿杰梅尔教区
天主教阿傑梅爾教區（拉丁語：Dioecesis Aimerensis）是羅馬天主教的一個教區，位於拉賈斯坦邦中部。面積157,682平方公里。受天主教阿格拉总教区管轄。
1899年建立拉普坦拿自治傳教團。1913年5月22日升為教區。2006年有教友9,190名，由43名司鐸名管理8個堂區。現任教區主教為庇護‧多默‧德蘇薩。